# Pilaster

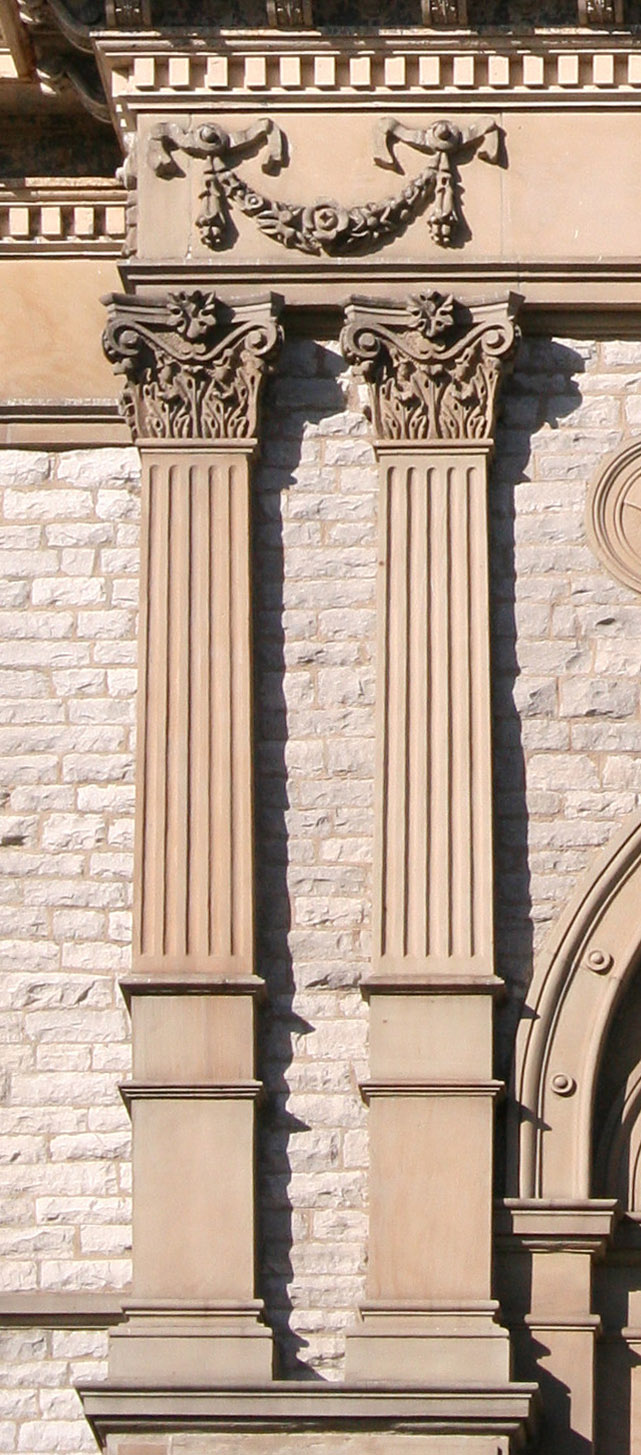
Parställda pilastrar på rådhuset i Sidney, Ohio.

Pilaster är en svagt utskjutande väggpelare som är kolonnmässigt formad med bas och kapitäl. Till skillnad från en halvkolonn har pilastern ett rektangulärt tvärsnitt.
Den kan fungera som ett enkelt murstöd och får i den romanska stilen ofta, i kombination med en krönande rundbågfris, namnet lisen. Starkare utbyggd som stöd för mur och valv blir den till en strävpelare. I den klassiska kolonnordningen utbildas pilastern ornamentalt med bas och kapitäl, ibland med räfflat skaft. Här är användningen övervägande dekorativ, ibland skapad som indelning av murytan. I renässansens arkitektur användes ofta sådana pilastrar som dörr- eller fönsteromfattningar med förbindande gavel- eller bågverk.